# Charles François Brisseau de Mirbel

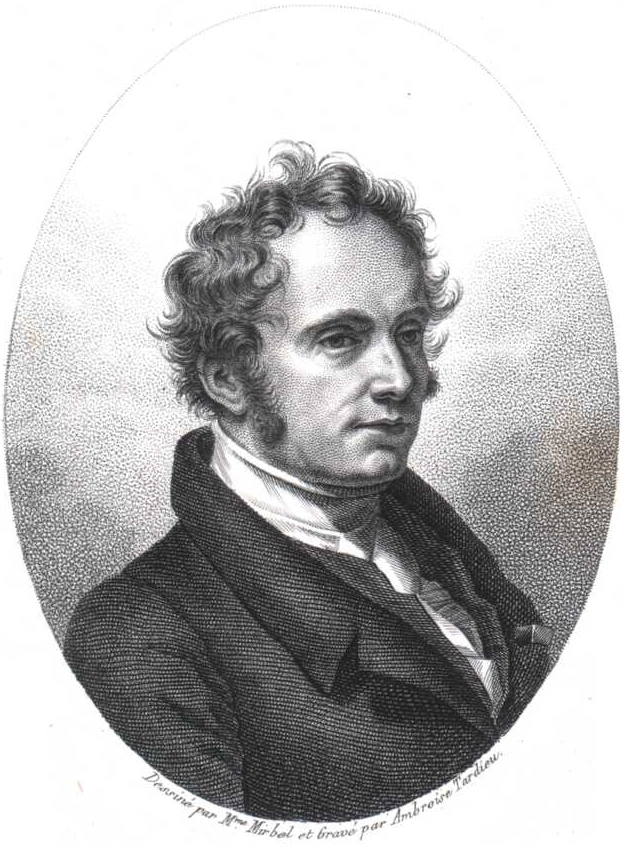
Charles François Brisseau de Mirbel

Charles François Brisseau de Mirbel (* 27. März 1776 in Paris; † 12. September 1854 in Champerret, Paris) war ein französischer Botaniker. Er war einer der ersten Pflanzenanatomen und -physiologen. Sein offizielles botanisches Autorenkürzel lautet „Mirb.“

## Leben und Wirken
Im Alter von 20 Jahren wurde Mirbel Assistent am Muséum national d’histoire naturelle in Paris. Dort begann er mit der mikroskopischen Untersuchung von Pflanzengewebe. Mit der Erstauflage seines Traité d'anatomie et de physiologie végétale von 1802 etablierte er sich als einer der französischen Gründerväter der Zellenlehre und Pflanzenphysiologie. Er postulierte, dass alle Pflanzengewebe sich aus Parenchym aufbauen. Seine 1809 veröffentlichte Beobachtung, dass jede Pflanzenzelle von einer durchgehenden Biomembran umgeben ist, ist bis heute sein zentraler Beitrag zur Zytologie.
1803 wurde Mirbel als Superintendent im Garten der Kaiserin Josephine im Schloss Malmaison angestellt. Hier vervollständigte er seine Untersuchungen an Pflanzengeweben und zur Entwicklung pflanzlicher Organe. Er beschrieb dort die Lebermoosgattung Marchantia. 1808 wurde er zum Professor der Botanik an der Sorbonne ernannt. Nach dem Fall von Napoléon wurde Mirbel Leiter des Jardin des Plantes in Paris.

## Ehrungen
1807 wurde er korrespondierendes und 1808 Vollmitglied der Académie des sciences. Im Jahr 1820 wurde er zum Mitglied der Leopoldina gewählt. Am 27. April 1837 wurde Mirbel als Auslandsmitglied („Foreign Member“) in die Royal Society gewählt. Die Königlich Dänische Akademie der Wissenschaften nahm ihn 1851 als auswärtiges Mitglied auf.
Nach Mirbel ist die Pflanzengattung Mirbelia Sm. aus der Familie der Hülsenfrüchtler (Fabaceae) benannt.

## Schriften (Auswahl)
- Histoire naturelle, générale et particulière de plantes. 1802–1806.
- Exposition de la théorie de l’organisation végétale. 1809.
- Traité d’anatomie et de physiologie végétale. 1813.
- Éléments de physiologie végétale et de botanique. 1815.
- Organographie et physiologie végétale. 1849.

Zeitschriftenbeiträge
- Recherches anatomiques et physiologiques sur le marchantia polymorpha, pour servir à l’histoire du tissu cellulaire, de l’épiderme et des stomates. In: Nouvelles annales du Muséum d’histoire naturelle. Band 1, 1832, S. 93–130 (Digitalisat, Separatdruck).
  - Anatomische und physiologische Untersuchungen über die Marchantia polymorpha, als Beitrag zur Geschichte des Zellgewebes, der Oberhaut und der Poren. In: Christian Gottfried Daniel Nees von Esenbeck: Naturgeschichte der europäischen Lebermoose mit besonderer Beziehung auf Schlesien und die Oertlichkeiten des Riesengebirgs. Band 4, Breslau 1838, S. 445–494 (Digitalisat).
- Notes sur l’embryogénie des Pinus Laricio et sylvestris, des Thuya orientalis et occidentales et du Taxus baccata. (zus. mit Édouard Spach) – Annales des Sciences Naturelles, 1843.